# Санкт-Маргаретен-бай-Кніттельфельд
Санкт-Маргаретен-бай-Кніттельфельд (нім. Sankt Margarethen bei Knittelfeld) — громада  (нім. Gemeinde)  в Австрії, у федеральній землі  Нижня Австрія.
Входить до складу округу Мурталь. Населення становить 2,749 осіб (станом на 31 грудня 2015 року). Займає площу 148 км².